# 모리야마촌 (도야마현)
모리야마촌(守山村)은 도야마현 이미즈군에 있던 촌이다.
현재의 다카오카시 모리야마 지구에 해당하며, 북동부의 니가미 구릉에는 모리야마 성터가 있고, 서부에는 노에치 자동차도로의 다카오카 북 인터체인지가 있다. 또한, 도야마현립 다카오카 지원학교와 도야마현립 니가미공업고등학교의 터를 활용한 도야마현립 다카오카 고등 지원학교도 있다. 

## 개요
1940년 당시 가구 수는 380가구, 인구는 3,111명이었다. 
농산물은 쌀, 고구마, 감자, 무 등이 있다. 쇼와 초기까지 양잠업으로 누에고치 수량, 뽕나무 수확량에서 이미즈군 내 1위였다.

## 역사
- 1889년 4월 1일 - 정촌제 시행에 의해 이미즈군 모리야마촌이 성립하였다.
- 1932년 5월 26일 - 같은 날 오후, 어린이들의 불장난으로 인해 민가에서 화재가 발생해 페인현상 등으로 큰 불이 났고, 인접한 니카미촌에도 불이 옮겨붙어 산림 약 180ha와 130가구(그 중 모리야마촌 40가구)가 전소되었다.
- 1942년 4월 1일 - 다카오카시에 편입되었다.

## 참고문헌
- 『市町村名変遷辞典』東京堂出版、1990年。